# XV Brygada Kawalerii
XV Brygada Kawalerii (XV BK) – brygada kawalerii Wojska Polskiego II RP.
Powstała w kwietniu 1924 w wyniku pokojowej reorganizacji wielkich jednostek jazdy. W tym okresie zmieniono również terminologię. Słowo „jazda” zamieniono na „kawaleria”.
Stacjonowała w garnizonie Grudziądz. Wchodziła w skład 3 Dywizji Kawalerii.

## Dowódcy
- płk kaw. Erazm Stablewski (1 VI 1924 – X 1925)
- ppłk kaw. Stefan Jacek Dembiński (p.o. od 2 X 1925)

## Struktura organizacyjna
- Dowództwo XV BK
- 18 pułk ułanów
- 8 pułk strzelców konnych

## Przeformowania
W marcu 1929 XV BK przeformowana została w Brygadę Kawalerii „Toruń” i usamodzielniona. Jej skład uzupełniony został o 2 pułk Szwoleżerów Rokitniańskich z rozformowanej 8 Samodzielnej Brygady Kawalerii i 16 pułk Ułanów Pomorskich ze zlikwidowanej XIV Brygady Kawalerii.
W kwietniu 1934 Dowództwo BK „Toruń” przeniesione zostało do garnizonu Bydgoszcz, w związku z czym brygada przemianowana została na Brygadę Kawalerii „Bydgoszcz”.
1 kwietnia 1937 BK „Bydgoszcz” przemianowana została na Pomorską Brygadę Kawalerii.